# Casa de la Vila (l'Espluga Calba)
La Casa de la Vila és una casa consistorial de l'Espluga Calba (Garrigues) inclosa a l'Inventari del Patrimoni Arquitectònic de Catalunya.

## Descripció
És un edifici municipal destinat a usos públics com són funcions d'ajuntament, jutjat i dispensari. Es tracta d'una construcció totalment rehabilitada amb l'interior modernitzat, en funcionament des de 1985. L'edifici consta de soterrani, planta baixa i dues de superiors. Al soterrani hi ha un petit magatzem municipal i l'antiga fasina del segle xviii. A la planta baixa hi ha la secretaria i les dependències sanitàries. A la primera, dependències de l'alcaldia i la sala de sessions.
La façana és tota de pedra vista, feta amb carreus irregulars sense desbastar. Consisteix en un portal flanquejat per finestres; al pis superior hi ha una balconada correguda de tres obertures; l'últim pis té tres grans finestres que s'alinien amb les del pis inferior. Remata la façana una cornisa a mode de guardapols, feta de peces ceràmiques. Les obertures de la planta baixa estan remarcades per grans lloses de pedra més clares i ben escairades; i les del primer pis tenen una llinda monolítica de les mateixes característiques.
La sala de la destil·leria d'aiguardent consta de quatre cups completament tancats. Es trobaren al soterrani de l'actual seu de l'Ajuntament, quan es rehabilità l'edifici; aleshores se'n obriren tres i els comunicaren entre si. Consisteixen en sales rectangulars col·locades en suau pendent. Les parets i el terra estan forrats de rajoles de terra cuita de 30 cm2, mentre que el sostre ho està de lloses de pedra i alguna deixa un espai obert per accedir-hi. Al sostre hi ha un arc molt rebaixat fet de maons com a reforç de l'estructura. A un dels angles de la sala, al cantó del pendent, hi ha un canaló o canonada ceràmica per on deuria passar el vi. Actualment s'accedeix als cups a través d'un passadís on s'hi poden veure petits arcs de reforç i un petit fornet per fer alcohol.

## Història
A finals dels anys vint del segle XX era el local del Centre Republicà i s'hi realitzaven activitats lúdiques. Després de la guerra civil (1936- 1939) passa a ser propietat municipal i fins als anys seixanta és l'escola del municipi. Després restà un temps tancat fins que el 1968, la fàbrica de punt John Fil la feu servir com a seu fins al 1970, any que es trasllada. L'edifici estigué tancat fins al 1985.